# 야행 (1987년 영화)
《야행》(영어: Adventures in Babysitting)은 미국에서 제작된 크리스 콜럼버스 감독의 1987년 청춘 코미디 영화이다. 엘리자베스 슈, 키스 쿠건, 앤서니 랩, 마이아 브루턴 등이 출연하였고, 데브라 힐 등이 제작에 참여하였다.

## 줄거리
일리노이주 오크파크에 사는 17살 크리스는 남자친구 마이크가 기념일 약속을 파투내면서 한가해진다. 그런 크리스에게 부모님은 이웃 부부가 시카고에서 열리는 파티에 참석하게 돼 8살 딸 세라를 돌봐줄 사람이 필요해졌다며 베이비시터 역할을 맡긴다.
그런데 갑자기 친구 브렌다가 수신자 부담 전화를 걸어온다. 브렌다는 가출을 했는데 돈이 금세 다 떨어졌다고 고백하면서, 주변에 낯설고 무서운 사람들이 있으니 시내 버스 정류장으로 빨리 와달라고 울면서 구조 요청을 한다. 크리스는 할 수 없이 브렌다를 데리러 가면서 토르팬인 세라, 자신에게 반해있는 세라의 15살 오빠 브래드, 거기에 브래드의 친구인 악동 대릴까지 달고 가게 된다.
1시간 내로 마무리 될 것 같았던 밤의 드라이브는 고속 도로 위를 달리는 도중 갑자기 스테이션 왜건 타이어에서 바람이 빠지는 것을 시작으로 사건이 꼬리에 꼬리를 물면서 엉망진창으로 꼬여간다.

## 출연진
- 엘리자베스 슈 - 크리스티나 "크리스" 파커 역
- 키스 쿠건 - 브래드 앤더슨 역
- 앤서니 랩 - 대릴 쿠퍼스미스 역
- 마이아 브루턴 - 세라 앤더슨 역
- 퍼넬러피 앤 밀러 - 브렌다 역
- 브래들리 휫퍼드 - 마이크 토드웰 역
- 캘빈 레벌스 - 조 깁 역
- 조지 뉴번 - 댄 린치 역: 대학생.
- 존 데이비스 챈들러 - 블리크 역: 조폭 두목.
- 론 캐나다 - 그레이던 역: 블리크의 부관.
- 존 포드 누넌 - "핸섬" 존 프루잇 역
- 앨버트 콜린스 - 본인 역: 시카고 블루스 클럽 연주자.
- 빈센트 도노프리오 - 도슨 역
- 롤리타 더비더비치 - 남학생 사교 모임 파티의 밴드 리더 역
- 클라크 존슨 - 갱단 두목 역
- 앤드루 슈 - 남학생 사교 모임 파티 참석자 역

## 기타 제작진
- 배역: 재닛 허션슨, 제인 젱킨스
- 미술: 토드 핼러웰
- 의상: 주디스 R. 겔먼

## 반응
로저 이버트는 시카고 선타임스에 기고한 글에서 이 영화에 별 4개 만점에 2개 반을 주며 이 영화를 《위험한 청춘》(1983), 《페리스의 해방》(1986)과 비교하였다.